# Гуен Стефани
Гуѐн Ренѐ Стефа̀ни (на английски: Gwen Renée Stefani) е американска певица, текстописец, модна дизайнерка и актриса. Известна е като съоснователка и вокалистка на ска групата „Ноу Даут“. Израснала под силното влияние на пънка и грънджа, Гуен Стефани е считана за модна икона.

## Биография
Родена е на 3 октомври 1969 г. в град Фулъртън, щата Калифорния. От 2004 г. започва паралелната с „Ноу Даут“ нейна самостоятелна музикална кариера.
Стефани печели три награди Грами. Като соло артист тя получава различни отличия, включително американски музикални награди, световни музикални награди и две Billboard Music Awards. Между 2002 и 2015 г. е омъжена за британския музикант Гавин Росдейл, с когото има трима сина. Класирана е като 54-тата най-успешна изпълнителка и 37-ата най-успешна изпълнителка на десетилетието 2000 – 2009 г. От 2016 г. е във връзка с Блейк Шелтън.Те се сгодяват на 27 октомври 2020 г., а на 3 юли 2021 г. се женят в ранчото на Шелтън в Оклахома.
Участва няколко сезона в журито на The Voice.

## Дискография

### Студийни албуми
- Love. Angel. Music. Baby. (2004)
- The Sweet Escape (2006)
- This Is What the Truth Feels Like (2016)
- You Make It Feel Like Christmas (2017)

### Сингли
- What You Waiting For? (2004)
- Rich Girl (2004)
- Hollaback Girl (2005)
- Cool (2005)
- Luxurious (2005)
- Crash (2006)
- Wind It Up (2006)
- The Sweet Escape (2007)
- 4 in the Morning (2007)
- Early Winter (2008)
- Baby Don't Lie (2014)
- Spark The Fire (2014)
- Used To Love You (2015)
- Make Me Like You (2016)
- Misery (2016)
- You Make It Feel Like Christmas (2017)
- Santa Baby (2017)
- Secret Santa (2018)
- Nobody but You /дует с Блейк Шелтън (2018)
- Here This Christmas (2020)
- Let Me Reintroduce Myself (2020)
- Slow Clap (2021)

### Видео албуми
- Harajuku Lovers Live (2006)

### Турнета
- Harajuku Lovers Tour 2005 (2005)
- The Sweet Escape Tour (2007)
- This Is What the Truth Feels Like Tour (2016)

## Продукти

### Аромати
- L (2007)